# 녹터널 애니멀스
《녹터널 애니멀스》(Nocturnal Animals)는 2016년 11월에 개봉한 미국의 스릴러, 드라마 영화이다. 톰 포드가 감독을 맡았으며, 어스틴 라이트의 소설 《토니와 수잔》이 영화의 원작이다. 제73회 베니스 영화제 황금사자상 경쟁 부문 후보였으며, 심사위원 대상을 받았다.

## 출연

### 주연
- 에이미 아담스
- 제이크 질렌할
- 마이클 섀넌
- 애런 존슨

### 조연
- 아일라 피셔
- 엘리 뱀버
- 아미 해머
- 칼 글루스맨
- 로버트 아라마요
- 로라 리니
- 안드레아 라이즈보로
- 마이클 쉰
- 인디아 메누에즈
- 이모겐 워터하우스
- 자웨 애쉬튼
- 그레이엄 백켈
- 닐 잭슨
- 지나 말론
- 크리스틴 바우어

## 기타
- 원작자: 오스틴 라이트
- 공동제작: 다이안 L. 사바티니
- 라인프로듀서: 마크 해리스
- 협력프로듀서: 알렉산드라 노라프챈
- 음향효과: 안도 존슨
- 음향효과: 매튜 윌슨
- 사운드디자인: 크리스 펜스케
- 사운드슈퍼바이저: 론 벤더
- 미술: 셰인 발렌티노
- 세트: 멕 에버리스트
- 특수효과: 에릭 프레지어
- 특수효과: 랜디 피츠제럴드
- 시각효과: 마틴 굿윈
- 시각효과: 마르친 콜렌도
- 시각효과: 케이시 샤츠
- 시각효과: 레오 웨스턴
- 분장: 도널드 모왓
- 의상: 아리안느 필립스
- 프로덕션슈퍼바이저: 제니퍼 캠벨
- 포스트프로덕션슈퍼바이저: 마크 해리스
- 배역: 프랜신 마이슬러